# Hiroshi
Hiroshi ist ein männlicher japanischer Vorname (der im Japanischen hinter dem Familiennamen steht). Das Namenswörterbuch ENAMDICT kennt 255 verschiedene Schreibweisen des Namens in unterschiedlichen Bedeutungen.

## Bekannte Namensträger
- Hiroshi Amano (* 1960), japanischer Physiker
- Andō Hiroshi, eigentlicher Name von Takagi Taku (1907–1974), japanischer Literaturwissenschaftler, Musikkritiker und Schriftsteller
- Hiroshi Aoshima (* 1955), japanischer Komponist und Dirigent
- Fujimoto Hiroshi (1933–1996), japanischer Mangaka, Teil des Künstlerduos Fujiko Fujio, siehe Fujiko Fujio
- Hara Hiroshi (Botaniker) (1911–1986), japanischer Botaniker
- Hiroshi Hara (Komponist) (1933–2002), japanischer Komponist
- Hiroshi Hara (Architekt) (1936–2025), japanischer Architekt
- Hiroshi Hasegawa (1934–2023), japanischer Motorradrennfahrer
- Hiroshi Ishiguro (* 1963), japanischer Roboterkonstrukteur
- Hiroshi Kiyotake (* 1989), japanischer Fußballspieler
- Hiroshi Maeda (Mediziner) (1938–2021), japanischer Mediziner und Pharmakologe
- Ōshima Hiroshi (Zoologe) (1885–1971), japanischer Zoologe
- Ōshima Hiroshi (General) (1886–1975), japanischer General und Diplomat
- Shimizu Hiroshi (Regisseur) (1903–1966), japanischer Regisseur
- Hiroshi Shimizu (Autokonstrukteur) (* 1947), japanischer Autokonstrukteur
- Hiroshi Shirai (1937–2024), japanischer Karateka
- Hiroshi Sugimoto (* 1948), japanischer Fotograf
- Hiroshi Tamura (Jazzpianist) (* um 1950), japanischer Jazzpianist und Komponist
- Hiroshi Watanabe (Musiker) (* 1971), japanischer Musiker
- Hiroshi Yamamoto (Bogenschütze) (* 1962), japanischer Bogenschütze
- Hiroshi Yamauchi (1927–2013), japanischer Unternehmer